# Taryn Manning
Taryn Manning (* 6. listopadu 1978 Falls Church, Virginie) je americká herečka, zpěvačka, hudební skladatelka a módní návrhářka.

## Mládí
Narodila se ve Falls Church ve státě Virginie jako dcera hudebníka Billa Manninga a jeho ženy Sharyn Louise. Jeho rodiče se rozvedli, když jí byly dva měsíce. Spolu se svým bratrem Kellinem je vychovávala matka v Tucsonu v Arizoně. Žila v přívěsu se svým bratrem a matkou, která měla velmi omezený finanční příjem.
I přes finanční problémy jí její matka umožnila navštěvovat karate, taneční a dramatický kroužek. Ve věku jejích dvanácti let se rodina přemístila do San Diega v Kalifornii. O dva roky později její otec spáchal sebevraždu. Jako dospívající pracovala jako servírka a barista, aby finančně pomohla své rodině.

## Filmografie

### Film
| Rok  | Název                              | Role                  | Poznámky                 |
| ---- | ---------------------------------- | --------------------- | ------------------------ |
| 1999 | Speedway Junky                     | Dívka v autě          | Neuvedena v titulcích    |
| 1999 | The Specials                       | Lovkyně autogramů     |                          |
| 2001 | Šílená / Krásný                    | Maddy                 |                          |
| 2002 | Crossroad                          | Mimi                  |                          |
| 2002 | Bílý oleandr                       | Niki                  |                          |
| 2002 | 8. míle                            | Janeane               |                          |
| 2003 | Návrat do Cold Mountain            | Shyla                 |                          |
| 2004 | Pampeliška                         | Danny Voss            |                          |
| 2005 | Snaž se a jeď                      | Nola                  |                          |
| 2005 | Šťastná třináctka                  | Sam                   |                          |
| 2005 | Něco jako láska                    | Ellen Martin          |                          |
| 2006 | Úžasný Harold                      | Sandy                 |                          |
| 2006 | Krutá rasa                         | Sara                  |                          |
| 2006 | When the Nines Roll Over           | Molly Minx            | Krátký film              |
| 2007 | Kult                               | Cassandra             |                          |
| 2007 | Po sexu                            | Alanna                |                          |
| 2007 | Weirdsville                        | Matilda / Mattie      |                          |
| 2008 | Protiklady se přitahují            | Jill                  |                          |
| 2008 | Your Name Here                     | Nikki                 |                          |
| 2009 | Hra na vraha                       | Alex                  |                          |
| 2009 | The Devil's Tomb                   | doktorka              |                          |
| 2009 | Podfuk                             | Joy                   |                          |
| 2009 | The Perfect Age of Rock 'n' Roll   | Rose Atropos          |                          |
| 2010 | Waking Madison                     | Margaret              |                          |
| 2010 | Groupie                            | Riley Simms           | Také producentka         |
| 2010 | Hnízdo neřesti                     | Mallory               |                          |
| 2010 | Černobílé blues                    | Jackie                |                          |
| 2010 | Heaven's Rain                      | Leslie                |                          |
| 2011 | Síla myšlenky                      | Kira                  |                          |
| 2011 | Man Without A Head                 | Kamila                |                          |
| 2011 | 513                                | Lisa                  |                          |
| 2013 | Vánoční koleda pro Cindy           | Cindy                 |                          |
| 2014 | Až na dno                          | Colleen               |                          |
| 2015 | Experimenter                       | paní Loweová          |                          |
| 2015 | #Horror                            | Gloria                |                          |
| 2015 | A Light Beneath Their Feet         | Gloria Gerringson     |                          |
| 2016 | A Winter Rose                      | Patricia Rose         |                          |
| 2016 | It Snows All the Time              | April                 | také výkonná producentka |
| 2016 | Happy Yummy Chicken                | Laura Splinterschloss | také producentka         |
| 2017 | Trezor                             | Vee Dillon            |                          |
| 2017 | Almost Broadway                    | Molly                 |                          |
| 2017 | Swing State                        | Adrienne Lockhart     |                          |
| 2018 | The Amendment                      | Leslie Douglass       |                          |
| 2018 | The Brawler                        | Phyllis Wepner        |                          |
| 2019 | The Murder of Nicole Brown Simpson | Faye Resnick          |                          |
| 2020 | Crabs in a Bucket                  | Ali                   |                          |
| 2020 | The Latin from Manhattan           | Sandy                 |                          |
| —    | Above the Line                     | Dame                  |                          |
| —    | Pooling to Paradise                | Dawn                  |                          |
| —    | The Gateway                        |                       |                          |
| —    | No Running                         |                       |                          |

### Televize
| Rok       | Název                                          | Role                          | Poznámky                            |
| --------- | ---------------------------------------------- | ----------------------------- | ----------------------------------- |
| 1999      | Advokáti                                       | Jenny Rains                   | díl: „Of Human Bondage“             |
| 1999      | Come On, Get Happy: The Partridge Family Story | Fanynka                       | TV film                             |
| 1999–2000 | Get Real                                       | Rebecca Peabody               | 9 dílů                              |
| 2000      | Sbohem, zítřku                                 | potetovaná tanečnice          | Televizní film                      |
| 2000      | Modrý Pacifik                                  | —                             | díl: „Blind Eye“                    |
| 2000      | Popular                                        | Ashley Carmichael             | díl: „Misery Loathes Company“       |
| 2001      | Policie New York                               | Tracy                         | díl: „Oh Golly Goth“                |
| 2001      | Bostonská střední                              | Cara Glynne                   | díl: „Chapter Twenty-Seven“         |
| 2003      | Napálené celebrity                             | Samu sebe                     | díl: „#2.6“                         |
| 2003      | Zóna soumraku                                  | Tina Bishop                   | díl: „Fair Warning“                 |
| 2005      | Kriminálka Miami                               | Heidi Dillon                  | díl: „Money Plane“                  |
| 2006      | Žij rychle!                                    | Sage Rion                     | Televizní film                      |
| 2007      | Viva Laughlin                                  | Geneva                        | díl: „What a Whale Wants“           |
| 2007      | Drive                                          | Ivy Chitty / Ellie Laird      | 7 dílů                              |
| 2007      | On Set, on Edge                                | Samu sebe                     | Minisérie                           |
| 2008–2010 | Zákon gangu                                    | Rita („Cherry“)               | 7 dílů                              |
| 2009      | Free Radio                                     | Samu sebe                     | díl: „Earthquake“                   |
| 2009      | Melrose Place                                  | Samu sebe                     | díl: „Grand“                        |
| 2010–2019 | Hawaii 5-0                                     | Mary Ann McGarrett            | 9 dílů                              |
| 2011      | Zákon a pořádek: Útvar pro zvláštní oběti      | Larissa Welsh / Brandy        | díl: „Possessed“                    |
| 2011      | Zombie Apocalypse                              | Ramona                        | Televizní film                      |
| 2012      | Status: Nežádoucí                              | Nicole                        | díl: „Mixed Messages“               |
| 2012      | The Unknown                                    | Megan                         | díl: „Privacy Settings“             |
| 2012      | Amerika hledá topmodelku                       | Samu sebe                     | díl: „The Girl Who Makes The Grade“ |
| 2013      | Oh Sit!                                        | Samu sebe                     | díl: „Send Me Your Love“            |
| 2013–2019 | Holky za mřížemi                               | Tiffany „Pennsatucky“ Doggett | hlavní role, 87 dílů                |
| 2014      | Hollywood Game Night                           | Samu sebe                     | díl: „Orange Is the New Game Night“ |
| 2015      | Clevelandský únos                              | Michelle Knight               | Televizní film                      |
| 2018      | Hollywood Medium with Tyler Henry              | Samu sebe                     | díl 3.3                             |
| 2019      | Worst Cooks in America                         | Samu sebe / soutěžící         | 2 díly                              |
| 2019      | At Home with Amy Sedaris                       | Tambi Tucker                  | díl: „Hospital-tality“              |

### Videoklipy
| Rok  | Umělec       | Název písně              | Role                    |
| ---- | ------------ | ------------------------ | ----------------------- |
| 2007 | Nickelback   | „Rockstar“               | rocková hvězda          |
| 2008 | Butch Walker | „The Weight of Her“      | přítelkyně              |
| 2008 | will.i.am    | „Yes We Can“             |                         |
| 2009 | Dreamers     | „The Dreamers“           | uvaděčka                |
| 2011 | Killola      | „She's a Bitch“          | velitelka mimozemšťanů  |
| 2012 | Train        | „50 Ways to Say Goodbye“ | bývalá přítelkyně       |
| 2012 | Zedd         | „Spectrum“               | přítelkyně mimozemšťana |
| 2012 | Passion Pit  | „Constant Conversations“ | Dívka v bílém           |
| 2013 | Razihel      | „Seeking of the Truth“   |                         |
| 2018 | Chris Pierce | „Trouble Man“            |                         |

## Diskografie

### Sólová alba
- 2015: Freedom City

### Singly
| Rok  | Název písně                                     | Album        |
| ---- | ----------------------------------------------- | ------------ |
| 2009 | „So Talented“                                   | Freedom City |
| 2010 | „Spotlight“                                     | Freedom City |
| 2011 | „Turn It Up!“                                   | Freedom City |
| 2012 | „Send Me Your Love“ (feat. Sultan, Ned Shepard) | Freedom City |
| 2012 | „Roaming Unicorn“                               | Freedom City |
| 2013 | „Summer Ashes“                                  | Freedom City |
| 2015 | „All the Way“                                   | Freedom City |
| 2015 | „Champagne“ (feat. Boomkat)                     | Freedom City |
| 2015 | „Curiosity“                                     | Freedom City |
| 2015 | „Free Them“                                     | Freedom City |
| 2015 | „Pop 808“                                       | Freedom City |
| 2017 | „Gltchlfe“                                      |              |

### Další písně
| Rok  | Píseň                              | Poznámky                            |
| ---- | ---------------------------------- | ----------------------------------- |
| 2008 | „Christmas All Over Again“ (cover) | duet Taryn Manning a Butche Walkera |
| 2011 | „Blast Off (Gwap Off)“             | Taryn Manning featuring Tony DeNiro |
| 2013 | „Seeking of the Truth“             | Razihel featuring Taryn Manning     |

## Ocenění a nominace
| Rok  | Název ocenění                                 | Kategorie                                                | Nominována za    | Výsledek  |
| ---- | --------------------------------------------- | -------------------------------------------------------- | ---------------- | --------- |
| 2005 | Washington D.C. Area Film Critics Association | Objev roku                                               | Snaž se a jeď    | nominace  |
| 2006 | Screen Actors Guild Award                     | Nejlepší obsazení – film                                 | Snaž se a jeď    | nominace  |
| 2006 | Black Reel Awards                             | Nejlepší obsazení                                        | Snaž se a jeď    | nominace  |
| 2009 | Filmový festival v Bel Air                    | Filmová módní vizionářka                                 |                  | vítězství |
| 2014 | Gold Derby Awards                             | Nejlepší ženský herecký výkon v hostující roli – komedie | Holky za mřížemi | vítězství |
| 2015 | Screen Actors Guild Award                     | Nejlepší obsazení – seriál (komedie)                     | Holky za mřížemi | vítězství |
| 2016 | Screen Actors Guild Award                     | Nejlepší obsazení – seriál (komedie)                     | Holky za mřížemi | vítězství |
| 2017 | Screen Actors Guild Award                     | Nejlepší obsazení – seriál (komedie)                     | Holky za mřížemi | vítězství |
| 2018 | Screen Actors Guild Award                     | Nejlepší obsazení – seriál (komedie)                     | Holky za mřížemi | nominace  |